# Isaac Newton Telescope
Il telescopio Isaac Newton (INT) è un telescopio riflettore situato all'osservatorio del Roque de los Muchachos, con uno specchio del diametro di 2,54 metri. Realizzato nel 1967 presso l'osservatorio di Greenwich, a causa delle condizioni meteorologiche e dei frequenti voli aerei nelle vicinanze nel 1979 è stato spostato a La Palma, dove ha visto la "seconda prima luce" nel 1984. Attualmente fa parte dell'Isaac Newton Group of Telescopes  di cui fanno parte anche i telescopi William Herschel e Jacobus Kapteyn
Oggi viene utilizzato principalmente con la Wide Field Camera (WFC), un quattro CCD con un campo visivo di 0,56 x 0,56 gradi quadrati che è stato commissionato nel 1997. L'altro strumento principale disponibile all'INT è lo spettrografo a dispersione intermedia (IDS), recentemente reintrodotto dopo essere stato indisponibile per un periodo di diversi anni.

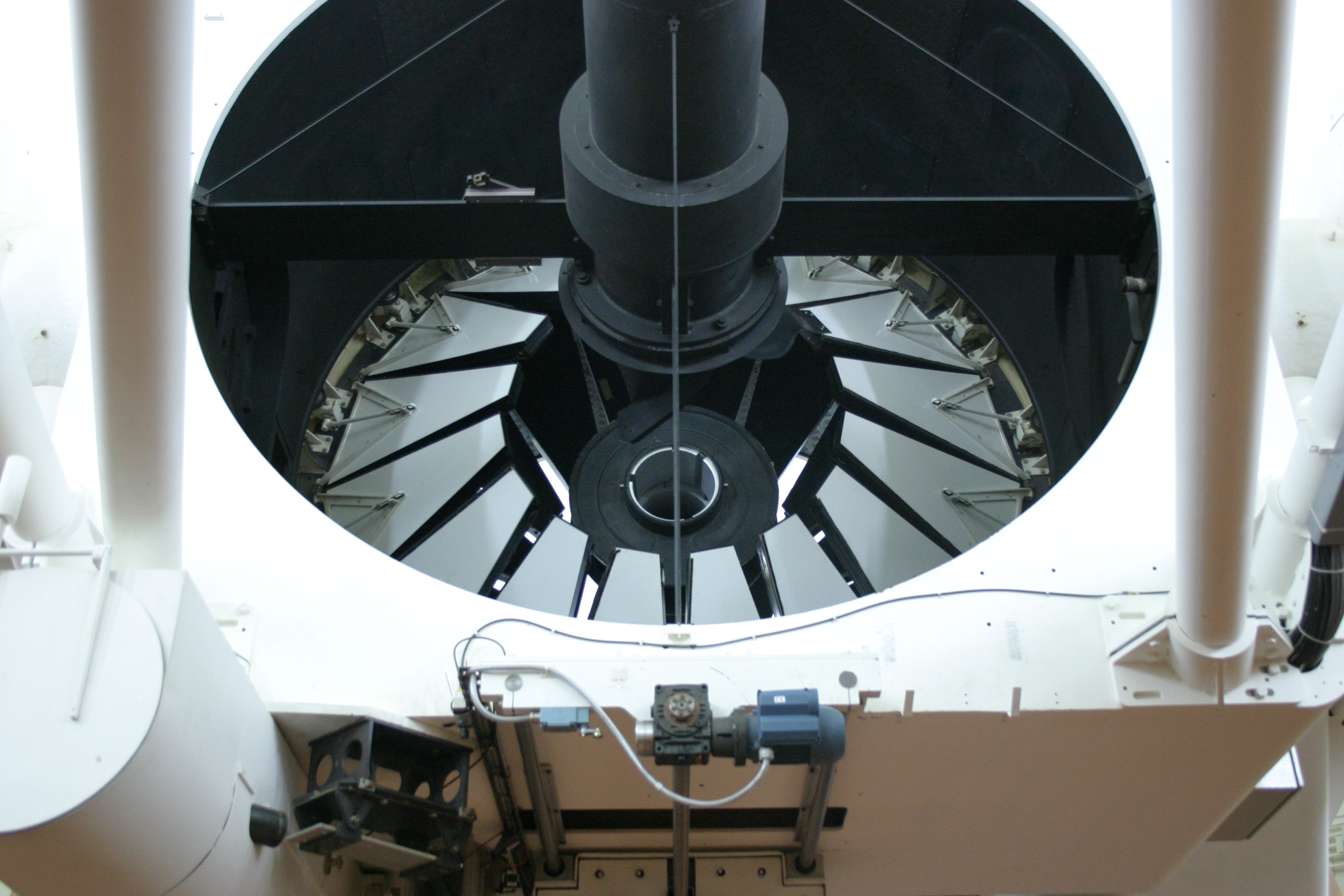
Specchio primario chiuso nei "petali"

Lo specchio pesa 4361 kg (9614 libbre) ed è supportato da una montatura equatoriale a forcella. Il peso totale del telescopio è di circa 90 tonnellate. Il fuoco Prime f / 3.29, utilizzato con il WFC, consente un campo visivo di 40 minuti d'arco (circa 0,3 gradi quadrati). È disponibile un secondo punto focale, il fuoco f / 15 Cassegrain, con un campo visivo di 20 minuti d'arco su cui è alloggiato lo spettrografo IDS.
La precisione di puntamento del telescopio è di circa 5 arcsec, ma un sofisticato autoguida, che traccia una determinata stella guida e apporta piccole correzioni al tracciamento del telescopio, consente una migliore precisione di guida di un secondo d'arco su stelle guida di magnitudine 20, a supporto della visuale 0.8-1.5 arcsec all'INT.

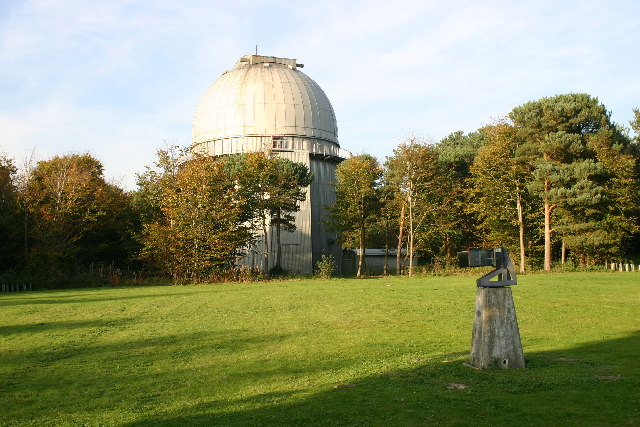
Telescopio Isaac Newton all'Osservatorio di Greenwich